# Anoxia luteipilosa
Anoxia luteipilosa är en skalbaggsart som beskrevs av Desbrochers 1874. Anoxia luteipilosa ingår i släktet Anoxia och familjen Melolonthidae. Inga underarter finns listade i Catalogue of Life.